# اتحادیه ابیا
اتحادیه ابیا (به لاتین: Abia Community) در لسوتو با جمعیت ۱۷٬۴۴۹ نفر است که در maseru district واقع شده‌است.